# 삼성 갤럭시 플레이어 5.0
삼성 갤럭시 플레이어 70(Samsung GALAXY player 70) 혹은 삼성 갤럭시 S 와이파이 5.0(Samsung GALAXY S WiFi 5.0)은 삼성전자에서 2011년 3월 7일에 출시한 안드로이드 포터블 미디어 플레이어(PMP)다.
출시 전의 프로젝트명은 벤트리(Ventri)다.

## 운영 체제
안드로이드 OS 2.2.1 프로요를 탑재하여 출시했다.

## 경쟁 기종
- 아이팟 터치 4세대

## 같이 보기
- 삼성 갤럭시 S
- 삼성 갤럭시 플레이어 4.0
- 삼성 갤럭시 플레이어 50